# Victoire de Rohan
Victoire de Rohan, hertiginna de Montbazon, prinsessa de Guéméné och dam av Clisson, född 1743, död 1807 var en fransk hovfunktionär. Hon var guvernant till Frankrikes barn 1776–1782. 

## Biografi
Victoire var dotter till Charles de Rohan, prins av Soubise, och Anna Teresa av Savoyen-Carignan. Hon gifte sig 1761 med sin kusin Henri Louis de Rohan, hertig de Montbazon (från 1788 prins de Guéméné). Vid hennes fars död ärvde hennes make titeln prins de Soubise genom äktenskap, medan hon personligen ärvde titeln Dame av Clisson. 
Victoire och hennes make var välkända för sin luxuösa livsstil i sitt parisresidens Hôtel de Rohan-Guémené. Paret hade båda förhållanden med andra; hon hade en relation med Augustin Gabriel de Franquetot de Coigny, greve de Coigny (1740–1817), medan hennes man hade ett förhållande med hennes vän, hovdamen Thérèse-Lucy de Dillon. Hon tillhörde Marie-Antoinettes privata umgängeskrets under dennas första år som drottning och ansågs ha dåligt inflytande på henne och introducerat henne till vanor som gav henne dåligt rykte, såsom spel med höga insatser och kapplöpningar.
Victoire de Rohan övertog 1776 ämbetet som kungabarnens guvernant av sin faster Marie Louise de Rohan. Hon fick dock uppgifter först 1778, då det första kungabarnet av sin generation föddes. Som kunglig guvernant var hon föreståndare för en personal på över hundra personer. År 1782 gjorde hennes make en jättelik konkurs på grund av makarnas slösaktiga levnadsstil. Detta åstadkom en på sin tid så stor skandal att hon tvingades avgå från sin post som kunglig guvernant. Hon ersattes då av Yolande de Polastron. 
Vid franska revolutionen lämnade paret landet och bosatte sig på Sychrov Slott i Böhmen. År 1797 sålde de sin bostad i Paris, Hôtel de Rohan-Guémené, för att kunna betala en skuld på 33 miljoner livres.